# سیتیک تلکام
سیتیک تلکام (انگلیسی: CITIC Telecom) شرکت مخابرات هنگ کنگی است، که در سال ۱۹۹۹ تأسیس شد.